# Arrondissement de Coulommiers
L'arrondissement de Coulommiers est une ancienne subdivision administrative française du département de Seine-et-Marne créée le 17 février 1800 et supprimée le 10 septembre 1926. Les cantons furent rattachés aux arrondissements de Meaux et de Provins.

## Composition
Il comprenait les cantons de Coulommiers, de La Ferté-Gaucher, de Rebais et de Rozay-en-Brie.

## Sous-préfets
| Période           | Période           | Identité                       | Fonction précédente                                                         | Observation                                                                  |
| ----------------- | ----------------- | ------------------------------ | --------------------------------------------------------------------------- | ---------------------------------------------------------------------------- |
|                   |                   |                                |                                                                             |                                                                              |
| 2 août 1815       | 26 février 1817   | Etienne Garnier                | Sous-préfet de Pontoise                                                     | Nommé préfet de la Creuse                                                    |
|                   |                   |                                |                                                                             |                                                                              |
| 1er février 1819  | 6 septembre 1820  | Louis Sers                     |                                                                             | Nommé secrétaire général de la préfecture de la Manche                       |
| 6 septembre 1820  | 16 octobre 1829   | Philippe Le Brun de Charmettes | Sous-préfet de Saint-Calais                                                 | Nommé préfet de la Haute-Saône                                               |
|                   |                   |                                |                                                                             |                                                                              |
| 17 novembre 1863  | 21 juillet 1866   | Stéphane Buchot                | Sous-préfet de Barcelonnette                                                | Nommé secrétaire général de la préfecture de Vaucluse                        |
|                   |                   |                                |                                                                             |                                                                              |
| 30 décembre 1877  | 17 novembre 1880  | Paul Delpon                    |                                                                             | Nommé sous-préfet de Vendôme                                                 |
| 17 novembre 1880  | 28 février 1882   | Olivier Sainsère               | Sous-préfet de Loudéac                                                      | Nommé sous-préfet de Louviers                                                |
| 28 février 1882   | 21 octobre 1883   | Marie Danelle-Bernardin        | Sous-préfet de Montfort                                                     | Nommé sous-préfet de Corbeil                                                 |
| 28 février 1882   | 21 octobre 1883   | Marie-Joseph Danelle-bernardin | Sous-préfet de Montfort                                                     | Nommé sous-préfet de Corbeil                                                 |
| 21 octobre 1883   | 29 novembre 1883  | Marie-Louis Périvier           | Sous-préfet de Clamecy                                                      | Nommé sous-préfet de Mayenne                                                 |
| 29 novembre 1883  | 18 avril 1891     | Lucien Lion                    | Sous-préfet de Guingamp                                                     | Nommé sous-préfet de Pontivy                                                 |
| 18 avril 1891     | 31 juillet 1894   | Frédéric Mascarenc de Raïssac  | Sous-préfet de Briançon                                                     | Nommé sous-préfet d'Étampes                                                  |
| 31 juillet 1894   | 19 juillet 1895   | André Sauger                   | Sous-préfet de Pont-l'Évêque                                                | Remplacé                                                                     |
| 19 juillet 1895   | 13 septembre 1897 | Jules Salmon                   | Employé à l'administration centrale du ministère de l'Intérieur             | Nommé sous-préfet de Sétif en Algérie française                              |
| 13 septembre 1897 | 7 septembre 1903  | Jacques Garipuy                | Sous-préfet de Mascara en Algérie française                                 | Nommé secrétaire général de la préfecture de la Savoie                       |
| 7 septembre 1903  | 24 juillet 1907   | Louis Piettre                  | Sous-préfet de Romorantin                                                   | Nommé secrétaire général de la préfecture du Cantal                          |
| 24 juillet 1907   | 22 novembre 1910  | André Bouffard                 | Sous-préfet de Limoux                                                       | Nommé secrétaire général de la préfecture de la Charente-Inférieure          |
| 22 novembre 1910  | 25 novembre 1911  | Pierre Trouillot               | Chef adjoint du cabinet du ministre des Colonies                            | Nommé sous-préfet de Sens                                                    |
| 25 novembre 1911  | 18 juillet 1919   | Henri Doumergue                | Sous-préfet de Montdidier                                                   | Remplacé                                                                     |
|                   |                   |                                |                                                                             |                                                                              |
| 8 septembre 1919  | 10 septembre 1919 | Louis Contencin                | Chef de cabinet du préfet du Nord                                           | Nommé directeur de cabinet du préfet du Nord                                 |
| 10 septembre 1919 | 22 octobre 1920   | Paul Just                      | Mobilisé pour la guerre                                                     | Nommé sous-préfet d'Argentan                                                 |
| 22 octobre 1920   | 2 mai 1923        | Mr. Gaté                       | Chef du secrétariat particulier du Garde des Sceaux, ministre de la Justice | Nommé sous-préfet de Senlis                                                  |
| 2 mai 1923        | 22 septembre 1926 | Paul Decaillet                 | Sous-préfet de Marennes                                                     | Rattaché à la préfecture de Seine-et-Marne à la fermeture de sous-préfecture |